# Pholcus lamperti
Pholcus lamperti är en spindelart som beskrevs av Embrik Strand 1907. Pholcus lamperti ingår i släktet Pholcus och familjen dallerspindlar. Inga underarter finns listade i Catalogue of Life.